# Johan Erik Rydqvist
Johan Erik Rydqvist (født 20. oktober 1800 i Göteborg, død 17. december 1877 i Stockholm) var en svensk kritiker og sprogforsker, bror til Carl Magnus Rydqvist.
Rydqvist blev student 1820, cand. jur. 1826, ansat ved det Kongelige Bibliotek i Stockholm 1827—65, da han tog sin afsked som bibliotekar. Doktor honoris causa havde han blevet 1860. Allerede som ung student optrådte Rydqvist som forfatter, mest med oversættelser; men han gik snart over til kritisk virksomhed og nedlagde resultaterne af sin viden i skriftet Framfarne dagars vittra idrotter i jemförelse med samtidens (1828, "Svenska Akademiens handlingar" 1829), og han redigerede 1828—32 det litterære ugeskrift "Heimdal", der stiftedes for at virke for upartisk litteraturkritik; det afløstes af "Svenske litteraturföreningens tidskrift", hvor Rydqvist var medarbejder.
Foruden punktlig at opfylde sine embedspligter udarbejdede Rydqvist skrifter af æstetisk, kritisk eller polemisk karakter, Djurgården förr och nu (1833), Nordens äldsta skådespel (1836), De civila ämbetsmännen i Sverige (1838), Tidens oro och tidens kraft (1840) og mange flere. Men fra 1840 tvang sygdom ham til stilleliv; han opgav da al kritisk virksomhed for at vie resten af sit Liv til sprogforskning, og 1850 påbegyndte han udgivelsen af sit grundige værk: Svenska språkets lagar, bind 1—5 udgavs i tidsrummet 1850—74, og efter hans død udgavs endnu et 6. bind. Dette værk er en mellemting mellem grammatik og sproghistorie, i hvilken særlig det 14., 15. og 19. århundredes svenske sprog er genstand for behandling, medens oldsproget og 16.—18. århundredes sprog kun undersøges spredtvis.
Skønt hans behandling af orddannelsen er fragmentarisk, og hans behandling af lydlæren er ligefrem utilfredsstillende, vil værket dog bestandig være et Hovedværk til svensk sprogforskning, fordi Rydqvists viden var langt foran samtidens forskning. Hjemlige forarbejder fandtes ikke, hans metode var Grimms udvidet ved tilegnelse af Rask og Bopps forskninger, men tillige i høj grad selvstændig; materialet måtte for en stor del hentes i håndskrifterne. Rydqvists mindre, sproglige arbejder, Den historiska språkforskning (1849), Ljus och irrsken i språkets värld (1865) og Svenska akademiens ordbok, historiskt och kritisk betraktad (1870), har lige så lidt som hans polemiske modskrift mod Stockholms-retskrivningsmødet (1869) Ljudlagar och Skriflagar (1870, tillige optaget i hans hovedværk, bind IV) nogen egentlig betydning.